# Dogepaleis (Venetië)

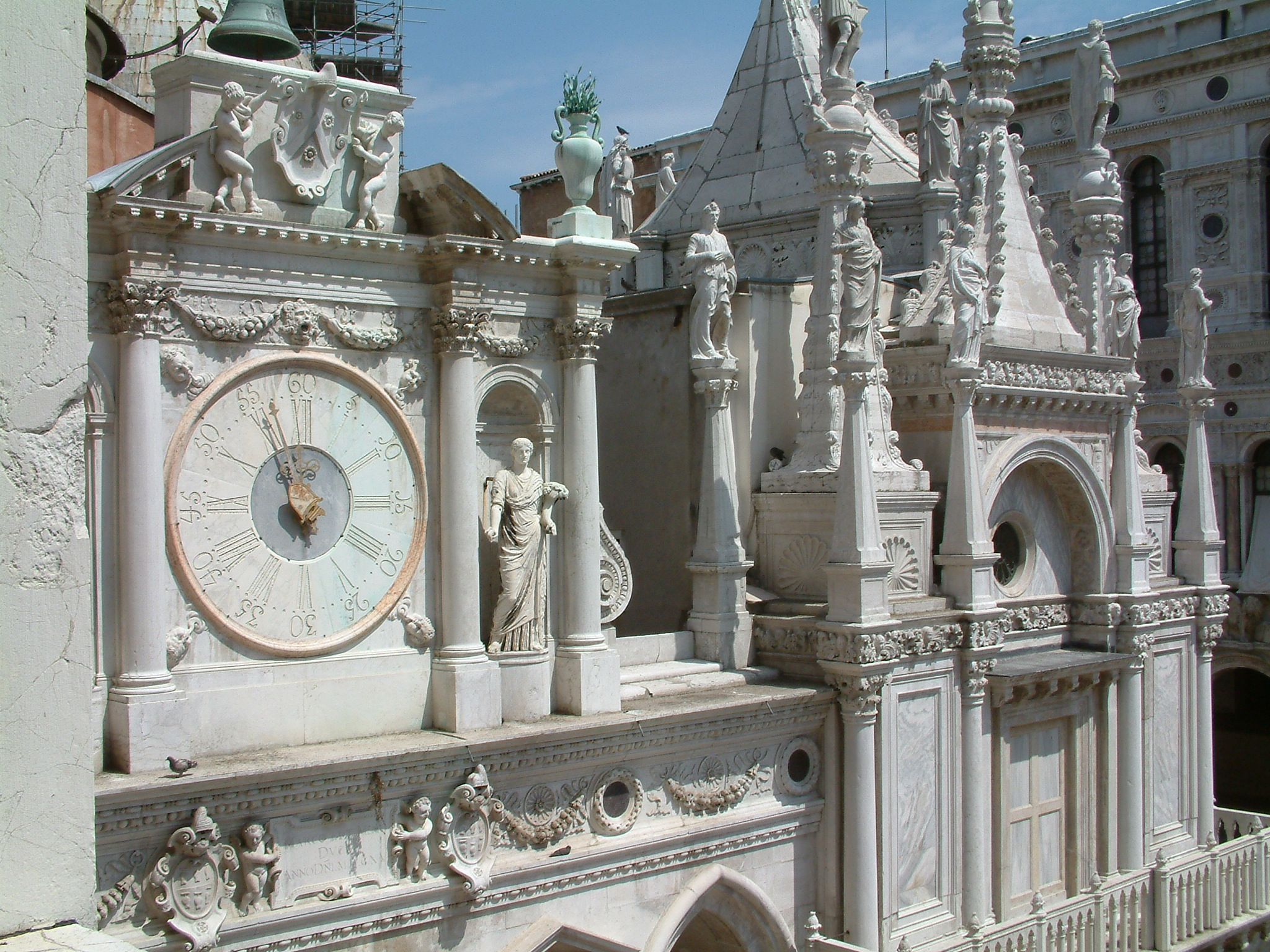
Detail van de binnenplaats

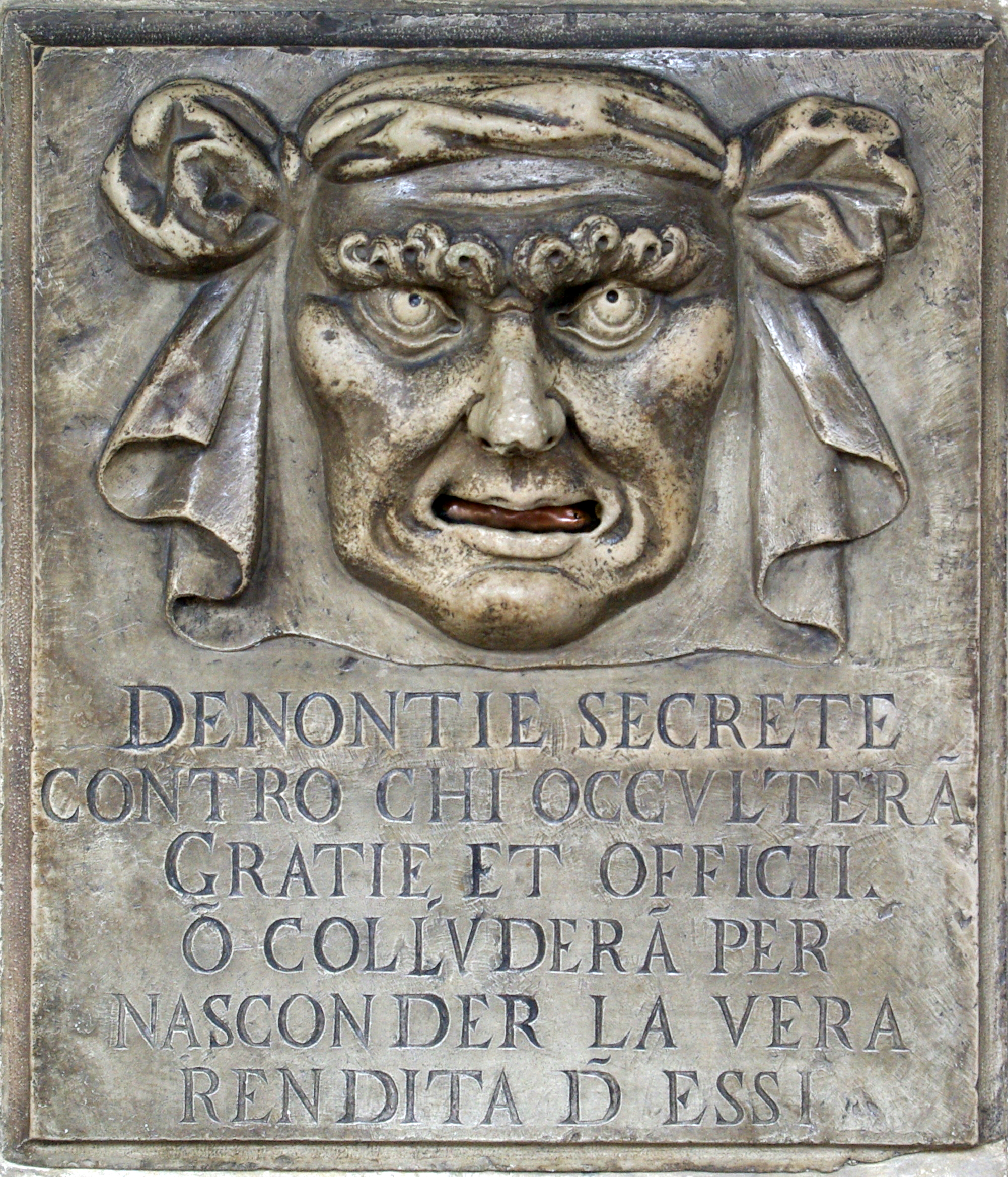
"Leeuwenmuil" (Bocca di Leone) op het Dogepaleis, waarin anonieme denunciaties (beschuldigingen) kunnen worden geworpen. De (vertaalde) Italiaanse tekst luidt: "Geheime denunciaties tegen degenen die diensten en plichten verheimelijken of in het geheim afspreken om hun ware gewin te verbergen."

Het Dogepaleis (Italiaans: Palazzo Ducale) aan het San Marcoplein in Venetië was het paleis van de doge, de leider van de republiek Venetië. Het is een van de belangrijkste niet-religieuze bouwwerken in de gotische stijl.
Het huidige paleis is gebouwd tussen 1309 en 1424, maar de fundamenten dateren uit de 9e eeuw. De architect was waarschijnlijk Filippo Calendario. De broers Giovanni en Bartolomeo Buon ontwierpen de zogenaamde Porta della Carta, de grote laatgotische toegangspoort die uitkijkt op het plein.
Het paleis was de residentie van de doge en huisvestte dan ook de kantoren van enkele politieke instituten van de republiek Venetië die nu niet meer in gebruik zijn. Gelijkvloers zijn de kantoren van de juristen, het kantoor van de kanselier, de censuur en die van de vlootambtenaren.
Op de eerste verdieping bevinden zich:
- een vergaderzaal;
- de ballotagekamer;
- de vertrekken van de doge zelf;
- de Porta della Carta, een 15de-eeuwse gotische poort, de hoofdingang.

Op de tweede verdieping liggen:
- de Sala del Maggior Consiglio (Zaal van de Grote Raad) met op een muur Het Paradijs van Tintoretto, waar de buitenlandse ambassadeurs werden ontvangen, en de kantoren van enkele staatsinstituties (zoals de Raad van de Tien);
- de Sala della Bussola (Bussolakamer), waar de burgers van Venetië schriftelijke klachten konden indienen;
- de Sala dei Tre Capi of Kamer van de drie hoofden van de Raad van Tien;
- Ondervraagkamer van de Staat zijn in het Palazzo Ducale ondergebracht;
- de Sala della Bussola (Kompaskamer);
- Martelkamer, de Camera del Tormento, voor de opgepakte misdadigers. De Signori di notte vonnisten met lijfstraffen of legden straffen op zoals gevangenisstraf en slavenwerk op de galeien.
- de Sala dello Scudo, met muren met landkaarten en twee wereldbollen;
- de Scala dei Giganti, een trap van Antonio Rizzo uit 1567 vernoemd naar de beelden van Mars en Neptunus;
- de Scala d'Oro, een trap ontworpen door Andrea Sansovino met werk van Alessandro Vittoria op het plafond;
- de "piombi", cellen uit de 16de eeuw voor zware criminelen.

Op de derde verdieping:
- Collegiale vertrekken, met in de Anticollegio een werk van Tintoretto: Bacchus en Ariadne gekroond door Venus;
- de Sala del Consiglio del Dieci, met plafondschilderingen van Veronese.

Aan de achterkant van het paleis verbindt de Brug der Zuchten het paleis met de gevangenis.